# あさカツ!
あさカツ!は、毎朝月曜から土曜（開始当初は月曜から金曜）までIBS茨城放送で放送していた情報番組。

## 出演者

### パーソナリティ
- 今章子（月・火曜）
- 木村仁美（水曜）
- 髙信佳子（木曜）
- 太田絵里子（金曜）
- 築島雪枝（土曜）

## タイムテーブル
- 06:00 - オープニング・ヘッドラインニュース
- 06:05 - 心のいこい
- 06:10 - 天気予報
- 06:12 - 朝刊チェック!
- 06:22 - 心のともしび
- 06:30 - 茨城ニュース
- 06:35 - 天気予報・健康とっておき（土曜日のみ）
- 06:40 - 市場だより
- 06:45 - 快適生活ラジオショッピング
- 06:50 - 目覚ましクイズ！
- 06:53 - 交通情報
- 06:55 - 天気予報
- 07:00 - ヘッドラインニュース・IBSニュース・スポーツニュース
- 07:10 - やじうまニュースネットワーク（月-金曜日のみ）
- 07:23 - 大好きいばらき県民会議だより（第一月曜日のみ）
- 07:28 - 天気予報・交通情報
- 07:30 - ラジオ県だより（月-金曜日のみ）
- 07:30 - タッチ・ザ・いばらき（土曜日のみ）
- 07:37 - フリーコーナー
- 07:44 - 交通情報
- 07:48 - 今日は何の日
- 07:55 - 天気予報
- 08:00 - ヘッドラインニュース
- 08:05 - 交通情報
- 08:10 - コトコトひろば
- 08:16 ‐ ひたちなか市からのお知らせ（金曜日のみ）
- 08:18 ‐ 天気予報
- 08:20 ‐ 交通情報
- 08:25 ‐ 土浦情報ステーション（木曜日のみ）
- 08:30 ‐ ニュース830
- 08:37 ‐ 交通情報
- 08:41 ‐ 快適生活ラジオショッピング（月-金曜日のみ）
- 08:46 ‐ 県警からのお知らせ（月-金曜日のみ）
- 08:52 ‐ 交通情報